# 맥주 순수령
맥주 순수령(麥酒純粹令, 독일어: Reinheitsgebot 라인하이츠게보트[*])은 신성 로마 제국과 그 후신인 독일에서 맥주의 주조와 비율에 관해 명시해 놓은 법령이다. 원문에는 맥주를 주조할 때에는 기본적으로 물, 맥아, 효모, 홉만이 사용되어야 한다고 명시하고 있다.
순수령은 1487년 11월 30일, 바이에른 공작 알브레트 4세가 제정하였는데 맥주를 만들 때에는 물, 맥아, 그리고 홉 단 세 개의 재료만을 사용해야 한다고 밝혔다. 이어서 1516년 4월 23일, 바이에른 공국의 도시인 잉골슈타트에서 바이에른 공작 빌헬름 4세가 공국의 모든 사람들이 이 순수령을 따라야 한다고 공포하였고, 맥주 판매에 대한 기준을 확립했다.
독일에서 맥주가 언급된 최고(最古)의 기록은 974년, 신성 로마 제국의 황제 오토 2세가 지금의 벨기에에 위치한 리에주의 교회에게 맥주 주조를 허락하며 그 허가증을 부여한 것이다.

## 원문
원문에는 맥주를 주조할 때 물, 보리, 그리고 홉을 제외한 그 어떠한 것도 들어가서는 안된다고 명시한다. 법은 또한 맥주 가격을 1리터당 1 ~ 2 페니히로 고지하고 있다. 그러나 맥주 순수령은 더 이상 독일인들이 준수해야 할 법령이 아니다. 이는 1993년 맥주 순수령이 폐지되고 임시 독일맥주법으로 바뀌었기 때문이다. 현행 법 역시 맥주 순수령이 금지해온 효모, 밀맥아나 설탕 등은 여전히 맥주에 첨가할 수 있게 되었지만, 발아시키지 않은 보리 또한 맥주에 넣을 수 없다고 쓰여져 있다.
그러나 맥주 순수령 원문에는 효모에 관해 언급이 없었다. 이는 19세기, 루이 파스퇴르가 발효 과정에서 미생물의 역할을 발견할 때까지 효모의 존재를 알지 못하였기 때문에, 효모는 당시 맥주에 들어가지 않았다. 당시 양조장에서는 이전의 발효 과정에 나온 침전물을 효모 대신 사용했는데, 이 침전물이 시간이 지나면서 미생물들을 생성하며 다시 발효를 촉진시킨다. 이러한 침전물도 없을 시에는 통에 재료들을 모두 넣고, 공기 중에 자연적으로 효모가 발생하여 양조되기를 기다렸다.
홉은 맥주의 맛을 깊게 해주는 역할도 중요했지만, 더 중요한 역할은 바로 방부제로서의 기능이었다. 맥주 순수령에서의 홉 사용은 홉이 알려지기 이전에 민간에서 줄곧 사용했었던 여러 보존 방법을 전면 금지하기 위함이었다. 중세의 양조자들은 자칫 위험할 수 있는 재료들을 방부제로서 사용했었는데, 그을음이나 광대버섯이 그것이었다. 또한 그루트 허브도 줄곧 널리 사용해 왔으며 쐐기풀이나 사리풀도 자주 쓰였다.
맥주 순수령을 위반하여 순수하지 않은 맥주를 만든 자들에 대한 처벌도 명시되어 있다. 순수령에서 금지한 재료를 넣어 주조한 양조자들은 맥주를 주조할 때 쓰는 통을 무조건 압수당할 수 있었다. 즉 맥주를 담을 통을 뺏어 해당 맥주의 유통을 금지한 것이다.
독일의 양조장들은 맥주 순수령에 대해 굉장히 자랑스럽게 여기고 있으며, 오랜 세월이 지난 지금도 여전히 준수하고 있다. 몇몇 독일의 양조장들은 지역 사회에서 그 역사적 유서가 상당히 깊기 때문에 역사적으로도 관계되어 있는 곳이 더러 있는데 대표적으로 1516년의 맥주 순수령을 여전히 준수하고 있다고 주장하는 나미비아 맥주가 있다.

## 역사
맥주 순수령은 본래 밀과 호밀을 놓고 극심한 가격 경쟁을 벌여오던 제빵집과 양조장의 갈등을 무마하기 위해 발의되었다. 이러한 각 곡물간의 사용처를 명확히 한 규제로 보리는 맥주와 빵에 모두 사용하게 하였고, 당시 값이 더 비쌌던 밀과 호밀은 제빵사들이 빵의 주재료로만 사용하게 하였다. 그러나 오늘날에는 많은 바이에른의 양조장들이 맥주를 주조할 때 밀도 같이 넣기 때문에 더 이상 맥주 순수령을 준수하고 있지 않다.
맥주 순수령의 발족은 한자동맹이 기존의 맥주 제조법을 간단하게 일원화함으로써 기존의 맥주에 비해 맛은 떨어지나 생산과정을 최소화시키는데 성공함으로 싼 가격에 시장에 유통하기 시작했고, 이는 신성 로마 제국의 제정에 크나큰 타격을 입혔다. 그로인해 신성 로마 제국은 이러한 한자동맹의 맥주 독점과 경제적 주도권을 용납하지 않았기에 맥주 순수령(麥酒純粹令, 독일어: Reinheitsgebot 라인하이츠거보트[*])을 통과시켰고, 한자동맹의 영향을 견제했다.
맥주 순수령은 몇 세기에 걸쳐서 바이에른과 독일 전역에 퍼지며 그 근간을 마련해갔다. 바이에른은 당시 북독일 연방이 통일을 주도하는 1871년, 제국에 가입하는 조건으로 맥주 순수령을 따를 것을 제시하였는데, 이는 맥주 순수령에서 명시한 세 가지 재료를 제외한 갖가지 재료를 넣어 맥주를 주조하는 것을 방지하기 위함이었다. 그러나 이는 바이에른을 제외한 독일 전역의 양조장에서 극심한 반대를 불러일으켰으나, 독일 제국 정부는 이 조건을 받아들여 맥주 순수령을 따를 것을 각 양조장에 고지하였다. 이에 따라 독일 각지에 퍼져 있던 수많은 맥주 주조법과 지역의 특산품 노릇을 하던 여러 종류의 맥주들, 예컨대 독일 북부 지방의 향신료를 넣어 만든 맥주와 체리 맥주가 쇠락의 길을 걸었다. 대신 이후의 맥주 시장을 바이에른의 전통 맥주인 필스너가 장악하기에 이르렀고, 오늘날에는 소수의 몇몇 맥주 주조법만이 전래되어오고 있는데 대표적으로 쾰른의 쾰슈, 또는 뒤셀도르프의 알트비어가 계속 옛 주조법을 보존해오고 있다.
맥주 순수령과 비슷한 취지의 법령도 독일 각지에서 계속해서 발의되어 제정되었다. 1952년, 당시 서독은 맥주과세법(Biersteuergesetz)을 제정할 당시, 많은 양조장들이 맥주의 주재료의 범위를 늘리는 것보다, 맥주에 세금을 뗀다는 것에 극렬히 반대하였다. 그러나 과세법에는 라거 맥주만 적용된다 하자, 라거를 만들지 않는 양조장들은 곧 반대 성명을 철회하고 법을 따르겠다고 밝혔다.
1988년 5월, 유럽 사법 재판소는 맥주 순수령을 폐지할 것을 권고하였으며, 사실상 맥주를 주조할 때 다른 재료들의 사용을 허용했다. 그러나 이 맥주과세법의 철폐는 수입맥주에만 국한된 것이었고, 독일 국내에서 주조되는 맥주는 여전히 맥주과세법과 맥주 순수령을 반드시 준수하여야 했다.
1990년 독일 재통일 이후, 동독 브란덴부르크 근처의 노이첼레에 소재한 수도원 운영 하에 있던 노이첼러 클로스터 양조장에서 설탕을 넣은 채로 흑맥주를 주조하는 것에 대해 주의 조치를 받았다. 정부와 해당 양조장은 여러 협상 끝에, 양조장이 흑맥주를 Schwarzer Abt ("검은 수도원장")이라는 이름으로 재생산을 허락하였으나, 상표에 맥주를 뜻하는 "bier"는 붙일 수 없었다. 그러나 곧 독일 연방행정법원에서 이를 특별 행정처분으로 이를 무효화하였고, 10년에 가까운 법적 공방, 이른바 “브란덴부르크 맥주 전쟁” 끝에 노이첼러 클로스터 양조장은 다시 상표에 "bier"를 붙일 수 있게 되어 지금은 "Schwarzer Abt" "bier" (검은 수도원장 맥주)로 판매되고 있다.
1993년에 제정된 임시 독일맥주법은 맥주 순수령에 몇 조항을 조금 덧붙인 것이었다. 물, 발아된 보리, 홉, 그리고 효모만이 하면발효 맥주 주조에만 허용되었고, 상면발효 맥주에는 해당 네 가지 재료 외에 여러 가지 맥아와 사탕무, 그리고 수크로스의 사용을 허용하여 하면발효 맥주보다 더 유연한 기준으로 맥주를 만들 수 있었다. 모든 재료와 주조 과정은 또한 새 법에 따라 추가 규제의 대상이 된다고 명시되기도 했다.
오늘날, 독일의 양조장은 맥주 순수령의 후신이나 다름없는 임시 독일 맥주법에 따라 맥주를 제조하고 있기 때문에, 독일이 맥주 순수령을 지금도 철저히 지키고 있다는 것은 오류이다. 맥주 순수령에 따르면 밀맥주는 금지된 재료인 밀로 주조한 것이기 때문에 불순한 맥주로 간주되기 때문이다. 이 때문에 독일의 양조장은 자신들 스스로 순수령을 준수하지 않는다는 것을 잘 알지만 순수령이 유서가 깊기 때문에, 상당수의 양조장이 맥주를 홍보할 때 순수령에 따라 만들었다면서 판매하기도 한다.
유럽 사법 재판소에서 그 효력이 정지될 때까지, 맥주 순수령은 19세기 초에 바이에른 출신으로 그리스의 왕위에 오른 오톤에 의해 제정되어 그리스에서도 100여년 넘게 시행되었다. 그러나 맥주 순수령은 수입 맥주의 유통을 차단하고 일종의 보호 무역주의적 장막으로서 옥수수나 쌀, 설탕 등 다른 재료가 들어간 벨기에산이나 영국산 맥주의 유입을 봉쇄하여 자국민들에게 국내산 맥주만을 강요했다는 비판의 대상이 되기도 한다.

## 같이 보기
- 맥주
- 독일의 맥주

## 참고 문헌
- Dornbusch, Horst D. (1997). 《Prost!: The Story of German Beer》. Boulder, CO: Siris Books. ISBN 0-937381-55-1.